# 1.Fußball-Club Schweinfurt 05 1962-1963
Questa voce raccoglie le informazioni riguardanti il 1.Fußball-Club Schweinfurt 05 nelle competizioni ufficiali della stagione 1962-1963.

## Stagione
Nella stagione 1962-1963 il Schweinfurt, allenato da Fritz Käser, concluse il campionato di Oberliga sud all'11º posto.

## Rosa
| N. |                     | Ruolo | Calciatore       |
| -- | ------------------- | ----- | ---------------- |
|    | Germania (bandiera) | P     | Günter Bernard   |
|    | Germania (bandiera) | P     | Ernst Scheurer   |
|    | Germania (bandiera) | D     | Otto Baum        |
|    | Germania (bandiera) | D     | Werner Baumann   |
|    | Germania (bandiera) | D     | Robert Gehling   |
|    | Germania (bandiera) | D     | Elmar Korbacher  |
|    | Germania (bandiera) | D     | Karl-Jürgen Lang |
|    | Germania (bandiera) | D     | Werner Rumpel    |
|    | Germania (bandiera) | C     | Gert Brunnhuber  |
|    | Germania (bandiera) | C     | Heinz Krämer     |
|    | Germania (bandiera) | C     | Helmut Kraus     |

| N. |                     | Ruolo | Calciatore            |
| -- | ------------------- | ----- | --------------------- |
|    | Germania (bandiera) | C     | Siegfried Krüger      |
|    | Germania (bandiera) | C     | Rolf Kupfer           |
|    | Germania (bandiera) | C     | Walter Lang           |
|    | Germania (bandiera) | A     | Erwin Aumeier         |
|    | Germania (bandiera) | A     | Bruno Grübert         |
|    | Germania (bandiera) | A     | Günter Masurek        |
|    | Germania (bandiera) | A     | Heinz Rumpel          |
|    | Germania (bandiera) | A     | Friedrich Schlichting |
|    | Germania (bandiera) | A     | Rolf Schweighöfer     |
|    | Germania (bandiera) | A     | Heinz Sidon           |

## Organigramma societario
Area tecnica
- Allenatore: Fritz Käser
- Allenatore in seconda:
- Preparatore dei portieri:
- Preparatori atletici:
- Analisi video:

## Calciomercato

### Sessione estiva
| Acquisti | Acquisti              | Acquisti         | Acquisti |
| R.       | Nome                  | da               | Modalità |
| -------- | --------------------- | ---------------- | -------- |
| A        | Friedrich Schlichting | Tasmania Berlino |          |

| Cessioni | Cessioni | Cessioni | Cessioni |
| R.       | Nome     | a        | Modalità |
| -------- | -------- | -------- | -------- |

## Risultati

### Oberliga sud

#### Girone di andata
| Arbitro: | Ott |

|               |           |  |
| Gast 72’, 80’ | Marcatori |  |

| Arbitro: | Siebert |

|                                    |           |                   |
| Masurek 13’ Gehling 79’ Rumpel 89’ | Marcatori | 72’ (rig.) Burjan |

| Arbitro: | Reil |

|                       |           |  |
| Rühr 51’ Fröhlich 78’ | Marcatori |  |

| Arbitro: | Böttcher |

|                            |           |  |
| Schweighöfer 21’ Kraus 70’ | Marcatori |  |

| Arbitro: | Betz |

|                                       |           |  |
| Brunnenmeier 38’ Kohlars 52’ Heiß 68’ | Marcatori |  |

| Arbitro: | Treiber |

|                       |           |            |
| Kraus 12’ Masurek 88’ | Marcatori | 43’ Arnold |

| Schweinfurt 29 settembre 1962 7ª giornata | Schweinfurt 05 | 0 – 0 referto | Schwaben Augusta | Willy-Sachs-Stadion (4 500 spett.)\| Arbitro: \| Heumann \| |
| Arbitro:                                  | Heumann        |               |                  |                                                             |

| Arbitro: | Deuschel |

|               |           |                       |
| Biesinger 19’ | Marcatori | 34’, 87’ Schweighöfer |

| Arbitro: | Kreitlein |

|                                                     |           |                           |
| Baumann 4’ (rig.) Schweighöfer 14’ Weber 84’ (aut.) | Marcatori | 19’, 27’ Lindner 57’ Solz |

| Arbitro: | Mörs |

|             |           |  |
| Günther 58’ | Marcatori |  |

| Arbitro: | Fritz |

|                  |           |            |
| Schweighöfer 42’ | Marcatori | 27’ Reiner |

| Arbitro: | Alt |

|                               |           |  |
| Schneider 8’ Schmidt 53’, 57’ | Marcatori |  |

| Arbitro: | Tschenscher |

|                            |           |                                   |
| Kraus 27’, 45’ Masurek 32’ | Marcatori | 34’, 40’ Brenninger 73’ Ohlhauser |

| Arbitro: | Sparing |

|                                 |           |  |
| Feilhuber 4’ (rig.) Lindner 42’ | Marcatori |  |

| Arbitro: | Ommerborn |

|  |           |            |
|  | Marcatori | 12’ Strehl |

#### Girone di ritorno
| Arbitro: | Fritz |

|             |           |         |
| Grübert 70’ | Marcatori | 6’ Lotz |

| Arbitro: | Schmid |

|                                |           |                                  |
| Jendrosch 59’ Simon 71’ (rig.) | Marcatori | 8’ Kupfer 24’ Grübert 87’ Rumpel |

| Arbitro: | Jäger |

|                |           |              |
| Kraus 22’, 27’ | Marcatori | 24’ Fröhlich |

| Arbitro: | Rodenhausen |

|                                  |           |             |
| Wild 8’ Marx 18’ Witlatschil 50’ | Marcatori | 60’ Gehling |

| Arbitro: | Deuschel |

|                                |           |                                                     |
| Kupfer 4’, 59’ Schlichting 53’ | Marcatori | 24’ Küppers 27’ Heiß 41’ Kohlars 65’ (rig.) Stemmer |

| Arbitro: | Sparing |

|  |           |                                    |
|  | Marcatori | 45’ (aut.) Spiesberger 68’ Grübert |

| Arbitro: | Wengenmayer |

|                                     |           |                        |
| Peschen 28’ Metzger 33’ Lechner 67’ | Marcatori | 85’ Rumpel 87’ Grübert |

| Arbitro: | Böttcher |

|           |           |  |
| Kraus 13’ | Marcatori |  |

| Arbitro: | Kreitlein |

|                        |           |                             |
| Friedrich 15’ Horn 25’ | Marcatori | 9’ Schweighöfer 35’ Gehling |

| Arbitro: | Fritz |

|                            |           |                       |
| Grübert 54’ Brunnhuber 58’ | Marcatori | 30’, 39’, 78’ Siebert |

| Arbitro: | Tschenscher |

|                       |           |  |
| Höller 33’ Wanner 49’ | Marcatori |  |

| Arbitro: | Mörs |

|                                                    |           |             |
| Schweighöfer 41’, 53’ Bernard 49’ (rig.) Kraus 80’ | Marcatori | 19’ Schmidt |

| Arbitro: | Jedele |

|               |           |  |
| Ohlhauser 36’ | Marcatori |  |

| Arbitro: | Betz |

|                                        |           |             |
| Grübert 3’ Krüger 22’ Schweighöfer 68’ | Marcatori | 21’ Lindner |

| Arbitro: | Ott |

|                                                                |           |                  |
| Reisch 24’ Flachenecker 37’ (rig.) Engler 65’ Morlock 74’, 78’ | Marcatori | 49’ Schweighöfer |

## Statistiche

### Statistiche di squadra
| Competizione | Punti | In casa | In casa | In casa | In casa | In casa | In casa | In trasferta | In trasferta | In trasferta | In trasferta | In trasferta | In trasferta | Totale | Totale | Totale | Totale | Totale | Totale | DR  |
| Competizione | Punti | G       | V       | N       | P       | Gf      | Gs      | G            | V            | N            | P            | Gf           | Gs           | G      | V      | N      | P      | Gf     | Gs     | DR  |
| ------------ | ----- | ------- | ------- | ------- | ------- | ------- | ------- | ------------ | ------------ | ------------ | ------------ | ------------ | ------------ | ------ | ------ | ------ | ------ | ------ | ------ | --- |
| Oberliga sud | 26    | 15      | 7       | 5       | 3       | 30      | 21      | 15           | 3            | 1            | 11           | 13           | 32           | 30     | 10     | 6      | 14     | 43     | 53     | -10 |
| Totale       | 26    | 15      | 7       | 5       | 3       | 30      | 21      | 15           | 3            | 1            | 11           | 13           | 32           | 30     | 10     | 6      | 14     | 43     | 53     | -10 |

### Andamento in campionato
| Giornata  | 1  | 2 | 3  | 4 | 5  | 6 | 7 | 8 | 9 | 10 | 11 | 12 | 13 | 14 | 15 | 16 | 17 | 18 | 19 | 20 | 21 | 22 | 23 | 24 | 25 | 26 | 27 | 28 | 29 | 30 |
| --------- | -- | - | -- | - | -- | - | - | - | - | -- | -- | -- | -- | -- | -- | -- | -- | -- | -- | -- | -- | -- | -- | -- | -- | -- | -- | -- | -- | -- |
| Luogo     | T  | C | T  | C | T  | C | C | T | C | T  | C  | T  | C  | T  | C  | C  | T  | C  | T  | C  | T  | T  | C  | T  | C  | T  | C  | T  | C  | T  |
| Risultato | P  | V | P  | V | P  | V | N | V | N | P  | N  | P  | N  | P  | P  | N  | V  | V  | P  | P  | V  | P  | V  | N  | P  | P  | V  | P  | V  | P  |
| Posizione | 15 | 6 | 13 | 9 | 13 | 9 | 9 | 5 | 7 | 9  | 9  | 10 | 9  | 10 | 12 | 12 | 11 | 10 | 11 | 13 | 10 | 12 | 10 | 10 | 12 | 12 | 12 | 12 | 11 | 11 |

Legenda:

Luogo: C = Casa; T = Trasferta. Risultato: V = Vittoria; N = Pareggio; P = Sconfitta.

### Statistiche dei giocatori
| E. Aumeier      | 26 | 0  | 0 | 0 |
| O. Baum         | 0  | 0  | 0 | 0 |
| W. Baumann      | 23 | 1  | 0 | 0 |
| G. Bernard      | 30 | 1  | 0 | 0 |
| G. Brunnhuber   | 19 | 1  | 0 | 0 |
| R. Gehling      | 25 | 3  | 0 | 0 |
| B. Grübert      | 17 | 6  | 0 | 0 |
| E. Korbacher    | 6  | 0  | 0 | 0 |
| H. Kraus        | 30 | 8  | 0 | 0 |
| H. Krämer       | 23 | 0  | 0 | 0 |
| S. Krüger       | 16 | 1  | 0 | 0 |
| R. Kupfer       | 25 | 3  | 0 | 0 |
| K. Lang         | 16 | 0  | 0 | 0 |
| W. Lang         | 1  | 0  | 0 | 0 |
| G. Masurek      | 14 | 3  | 0 | 0 |
| H. Rumpel       | 12 | 2  | 0 | 0 |
| W. Rumpel       | 16 | 1  | 0 | 0 |
| E. Scheurer     | 0  | 0  | 0 | 0 |
| F. Schlichting  | 12 | 1  | 0 | 0 |
| R. Schweighöfer | 17 | 10 | 0 | 0 |
| H. Sidon        | 2  | 0  | 0 | 0 |